# 干尸洞
干尸洞（英語：Mummy Cave）是美国怀俄明州帕克縣的岩棚，也是一处自然遺跡。该景与美国14、16、20号国道交界口处毗邻，位于肖松尼河北支的左岸，:xii肖松尼国家森林园区内海拔达6,310英尺（1,920）。